# Anatole Bérard des Glajeux
Pour les articles homonymes, voir Bérard.
Anatole Bérard des Glajeux, né le 17 juillet 1833 à Ormesson-sur-Marne et mort le 4 mars 1912 à Pau, est un magistrat et écrivain français.

## Biographie
Anatole Henri Marie François de Paul Bérard des Glajeux est le fils d'Étienne Paul Hippolyte Bérard des Glajeux, substitut du procureur du Roi au tribunal de première instance de la Seine, et de Célestine Lefèvre d'Ormesson. Il épouse Marie Allard du Haut-Plessis puis Thérèse de Malartic.
Docteur en droit en 1855 et lauréat de la faculté de droit de Paris et de celle de Toulouse au concours de doctorat, secrétaire de la Conférence des Avocats du Barreau de Paris en 1857-1858, Anatole Bérard des Glajeux rentre dans la magistrature en 1859. Il devient substitut du procureur général près la Cour d'appel de Paris en 1874, puis, passant au siège, conseiller à la Cour d'appel de Paris en 1877 et président de chambre en 1891. Il est promu conseiller à la Cour de cassation en 1900.
Il est lauréat du prix Marcelin-Guérin de l'Académie française en 1893.

## Publications
- Souvenirs d'un président d'assises : 1880-1890 : accusés et juges, accusateurs et avocats, Plon, 1892
- Les Passions criminelles, leurs causes et leurs remèdes, Plon Nourrit, 1893, prix Marcelin-Guérin de l’Académie française